# Хо Ши Минов пут
Хо Ши Минов пут (виј. Đường mòn Hồ Chí Minh) је мрежа импровизованих путева којима су Северновијетнамци за време Вијетнамског рата преносили своје људе и залихе из Северног у Јужни Вијетнам, кретајући се најчешће преко јужног Лаоса и источне Камбоџе.
Користио се за опскрбу Народног фронта за ослобођење Јужног Вијетнама и регуларних јединицама Вијетнамске народне армије током Вијетнамског рата.
Није био само један пут, већ низ сложених разгранатих путова којима су ишли камиони, укључивао је пешачке и бициклистичке стазе. Користио се и превоз реком, а у каснијој фази рата успостављен је и импровизовани цевовод. Име су дале америчке снаге, по северновијетнамском комунистичком вођи Хо Ши Мину. Део пута, који пролази кроз Лаос, такође је познат као "пут Чуонг Сон". Хо Ши Минов пут сматра се једним од највећих пројеката војне нискоградње 20. века.
Пут је тешко бомбардован од стране америчког ратног ваздухопловства, али то није било довољно учинковито. Многа подручја Камбоџе, Лаоса и Вијетнама претрпела су страховита бомбардовања, међу највећима у историји ратовања. Пут је два пута био успешно онеспособљен, први пут у априлу 1970. нападом Американаца и Јужног Вијетнама на Камбоџу, а годину дана касније нападом јужновијетнамске војске на Лаос. Неспособност Американаца и њихових савезника да трајно прекину Хо Ши Минов пут, био је један од разлога за њихов неуспех у Вијетнамском рату.

## Повезано
- Тунели Цу Чија